# Rzymachowo
Rzymachowo – część wsi Polanowo w Polsce położona w województwie wielkopolskim, w powiecie słupeckim, w gminie Powidz, nad jeziorem Powidzkim.
W latach 1975–1998 miejscowość administracyjnie należała do województwa konińskiego.
historia:
Jan Kunkel s. Ernesta z Białężyna i Huty k.Czarnkowa  [1727-1809] w roku 1761 kupił 450 mórg lasu koło Powidza w pow.Witkowo,  w starostwie Pobiedziska, i założył folwark Rzymachowo (Rzemiechów) albo Kąkolewo (Kunklewo); na co otrzymał 8 marca 1768 w Powidzu od starosty powidzkiego Michała Radonskiego przywilej osadniczy zatwierdzony 12 maja 1781 r. przez króla Stanisława Augusta (Arch.Woj. w Poznaniu, Ks. Grodzkie Pozn. 1197, k.1053-1054) 